# JCB Dieselmax
El JCB Dieselmax es un automóvil con perfil aerodinámico diseñado en el Reino Unido con el propósito de romper el récord de velocidad en tierra para un vehículo con motor diésel.
Fue construido para JCB, una compañía multinacional británica de maquinaria. Ha ostentado el récord mundial de velocidad en tierra con motor diésel, con una marca de 350 millas por hora (563,3 km/h) lograda por el piloto de caza Andy Green en 2006.

## Diseño

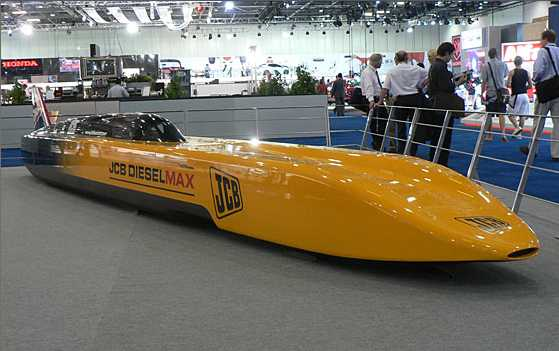
JCB Dieselmax exhibido en el Salón Internacional del Motor Británico

El automóvil está propulsado por dos versiones especialmente puestas a punto del motor de serie JCB444, que desarrollan hasta 750 caballos (559,3 kW) cada uno (más de cinco veces la potencia de la versión de serie, con 90 psi (6 bar) presión) y con cuatro cilindros y 5 litros de cilindrada, acompañados de alimentación biturbo, intercooler y aftercooler. Uno de los dos motores impulsa las ruedas delanteras mientras que el otro impulsa las traseras. Cada motor tiene un límite de revoluciones de 3800 rpm.
Como el tamaño del automóvil impedía realizar pruebas en un túnel de viento significativas, su perfil aerodinámico se optimizó mediante el uso de mecánica de fluidos computacional gestionado por la empresa MIRA Ltd, lo que le ha permitido obtener un coeficiente de arrastre muy bajo, de tan solo 0,147 y un CdA (coeficiente de resistencia por área frontal) de solo 0,129 m2. El tanque de combustible, que contiene solo 9 litros (2,38 galones estadounidenses), está ubicado directamente detrás de la cabina de fibra de carbono. El peso del vehículo a plena carga, incluido el combustible, el aceite, el hielo, el agua de refrigeración y el piloto, es un poco menos de 2700 kg.
El chasis fue diseñado y construido por la empresa de ingeniería Visioneering con sede en Coventry para JCB, con el desarrollo del motor a cargo de Ricardo con sede en Sussex. El sistema eléctrico del vehículo fue suministrado por R&D Vehicle Systems Ltd bajo contrato con Visioneering. Ron Ayers dirigió el trabajo en la aerodinámica, habiendo trabajado anteriormente en el coche récord de velocidad terrestre Thrust SSC.
Durante la Semana de la Velocidad de 2006 en el salar de Bonneville y las siguientes carreras de récord controladas por la Federación Internacional del Automóvil, el JCB Dieselmax fue conducido por Andy Green, un oficial de la Real Fuerza Aérea británica en servicio que anteriormente rompió, y aún mantiene, el récord absoluto de velocidad en tierra con el Thrust SSC.

## Rendimiento
El coche comenzó las pruebas el 20 de julio de 2006 en la pista del aeródromo de Wittering con la versión de 600 caballos (447,4 kW) de menor potencia del motor JCB444, y el equipo aumentó lentamente la velocidad para probar el chasis y los motores. Finalmente alcanzaron una velocidad de más de 200 millas por hora (321,9 km/h) el 30 de julio de 2006. Dos días después, el automóvil fue desarmado y listo para volar al Aeropuerto de Wendover, en Utah, antiguo hogar del B-29 Enola Gay el 8 de agosto. El 13 de agosto de 2006, después de varios días volviendo a ensamblar y a probar el automóvil, el Dieselmax hizo su primera carrera oficial en el Salar de Bonneville como parte de la Speed Week, y finalmente alcanzó una velocidad promedio de 317 millas por hora (510,2 km/h) para batir el récord del evento SCTA-BNI para un Streamliner diésel 'AA/DS'.
El 22 de agosto de 2006, después de ser reequipado con las versiones 'LSR' de los motores JCB444 con una potencia de 750 caballos (559,3 kW) cada uno, el automóvil JCB Dieselmax superó el récord oficial de velocidad en tierra para motores diésel de la FIA, alcanzando una velocidad de 328,767 mph (529 km/h). Solo 24 horas después, el automóvil JCB Dieselmax rompió su propio récord, alcanzando una velocidad de 350,092 mph (563.418 km/h) en una distancia de 1 milla el 23 de agosto de 2006. Antes de alcanzar estas velocidades, el Dieselmax tiene que ser empujado desde atrás por un JCB Fastrac, hasta alcanzar 30 millas por hora (48,3 km/h), cuando se engrana la primera marcha. Antes de los récords del JCB Dieselmax, el récord de velocidad en tierra diésel era de 235,756 mph (380 km/h), establecido por el estadounidense Virgil Snyder, en el Streamliner Thermo King el 25 de agosto de 1973.

## Futuro
En una entrevista en vivo desde Utah de las BBC News, Green dijo que el automóvil no estaba funcionando a su máximo potencial, debido a problemas para encontrar neumáticos adecuados y que esta velocidad se logró mientras el coche todavía circulaba en quinta marcha de las seis que tiene. También informó que el vehículo recorrió 11 millas (18 km) con aproximadamente un galón estadounidense (3.8 L) de combustible. El tanque de combustible tiene solo 9 L, mientras que el tanque de hielo, que se usa para enfriar los motores, tiene 180 L.
En 2016 se llevó a cabo una celebración del décimo aniversario, donde Lord Bamford lamentó que no se hubiera batido el récord e indicó que se podría hacer una nueva tentativa de que JCB batiera su propio récord. Aunque JCB no ha hecho ninguna declaración oficial sobre el tema del regreso a Bonneville, el director de ingeniería de JCB Group, Tim Leverton, insinuó que se había estudiando el desarrollo de neumáticos que les permitirían superar el 'límite de seguridad' nominal de 350 millas por hora (563,3 km/h) de las cubiertas Goodyear disponibles.